# Hrabstwo Haliburton
Hrabstwo Haliburton (ang. Haliburton County) – jednostka administracyjna kanadyjskiej prowincji Ontario leżąca na południu prowincji.
Hrabstwo ma 16 147 mieszkańców. Język angielski jest językiem ojczystym dla 92,2%, francuski dla 1,5% mieszkańców (2006).
W skład hrabstwa wchodzą:
- kanton Algonquin Highlands
- gmina Dysart et al
- gmina Highlands East
- kanton Minden Hills